# Nunta oșenească

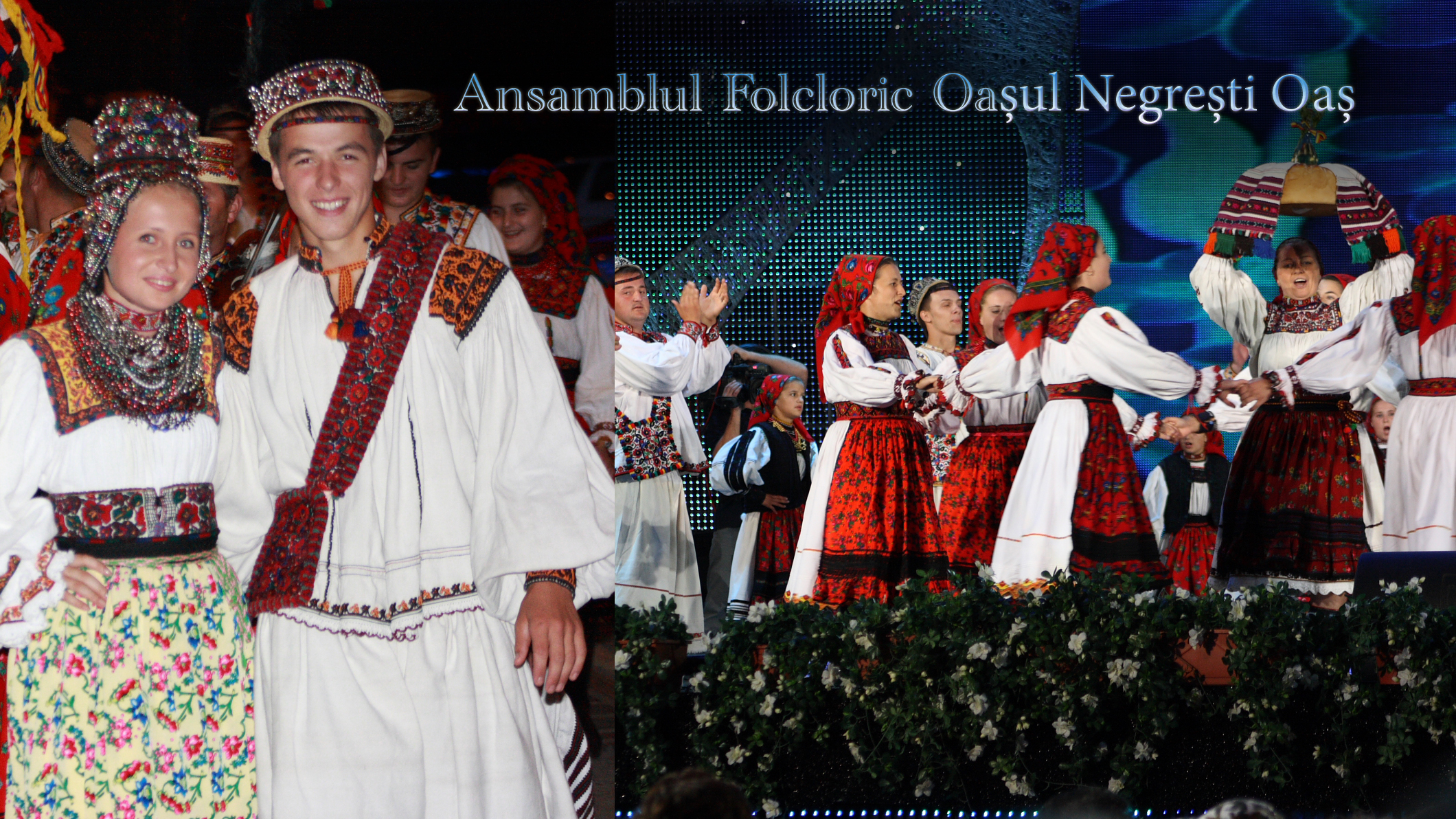
Secvențe din obiceiul de nuntă oșenească Ansamblul folcloric Oașul (în partea stângă mirii, iar în partea dreaptă jocul colacilor)

Păstrători ai unor valori etno-culturale autentice, oșenii au reușit să transmită din generație în generație ceea ce are mai de preț un popor: limba, portul și datinile strămoșești. Țara Oașului a devenit celebră prin portul popular, prin arta, muzica și dansul specific oșenesc, care se desfășoară privirilor în special cu ocazia unor evenimente deosebite: nunți, hore, șezători, sâmbre, lăutul torturilor și alte sărbători.
Nunta oșenească reprezintă una dintre cele mai spectaculoase elemente ale culturii populare din nord-vestul Transilvaniei. Pregătit din timp de tineri și de părinți, acest moment este polivalent, având implicații în viața socială a comunității, în sistemul de moștenire a averii, în viața economică a familiilor în cauză. Nunta constituie, în primul rând, un rit de trecere, fapt ce presupune efectuarea unor gesturi și acte rituale bine stabilite prin tradiție.
Anumite rituri, care astăzi nu se mai păstrează, au avut rolul de a apropia măritișul fetei sau însuratul băiatului, de-a le indica timpul, locul, sau persoana care îi era rânduită.
Cu doar 20 de ani în urmă se întâlnea în localitatea Batarci practica ghicitului ursitei sau ursitului, a viitorului, folosindu-se diferite obiecte: pahare cu apă, palma, mătura, cărbuni din vatră, etc.
De asemenea, practica vrăjitoriei a fost și este în continuare o cale de a prevesti orânditul sau orândita. Cel care apela la femeia care „îl leagă” pe cel dorit, trebuia să aducă vrăjitoarei o bucată sau chiar obiect de îmbrăcăminte. Vrăjitoarea descânta obiectul apoi îl „leagă”, îl „înțeapă” cu ace de gămălie pentru a-i opri dorința pentru altă fată sau băiat. Legarea se va face numai dacă cel dorit atinge sau îmbracă obiectul respectiv. Aceasta practică nu rămâne necunoscută și atunci când anumite căsătorii sunt nefericite, oamenii spun că ele se datorează unor astfel de practice, nefiind rezultatul unei adevărate iubiri.
Mai jos sunt momentele importante ale unei nunți cu tradiție din zona Oașului: 

## Curtatul
Curtatul fetei începe de la vârste fragede: 12 ani, deoarece la 15, 16 ani multe fete sunt măritate.
Acest obicei se face în șezători, mai degrabă „în șădere”. Șezătorile de lucru organizate în serile postului de Crăciun, când fetele se adunau pentru a toarce, astăzi nu se mai păstrează. Se mai păstrează încă obiceiul feciorilor de a merge la fete „a șăde” seara, în zilele de sărbătoare și la sfârșit de săptămână.
În urmă cu 15 ani, în Batarci, încă mai exista hora satului „danțul”, prilej pentru tineri de a se cunoaște. Dupa joc, începeau „vizitele”, dar nu îndată. Rămânea de obicei un răgaz în care tinerii își scuturau praful adunat pe veșminte în timpul „giocului”. Astăzi, discoteca, (dar nu foarte târzie, până la „asfințită sorile”) a luat locul danțului. Și chiar dacă nu se organizează în discotecă, obiceiul tinerilor de a merge „în sat” duminica după-amiază nu a dispărut.

## Pețitul
Pețitul, obicei vechi, care se mai păstrează. Tatăl băiatului trimite la părinții fetei „un sol” pentru a cere permisiunea să vină la pețit. Familia fetei se pregătește pentru seara pețitului cu mâncăruri și băuturi alese, și cu casa curată. Pețitorii sunt tatăl băiatului și alți doi-trei bărbați din neam, precum și viitorul mire. De obicei, femeile nu participă.
După ce au stabilit zestrea, tinerii sunt chemati în fața pețitorilor, iar starostele are misiunea de a-i întreba idividual dacă într-adevăr sunt neclintiți în dragostea lor. Răspunsurile celor doi trebuie să fie „da”, altfel pețitul nu mai are loc.
De obicei, pețitul are loc sâmbătă seară, pentru ca duminică tinerii să poată merge în fața preotului satului și să facă „știmbul” adică logodna. În locul verighetelor oșenii schimbau bani. Băiatul îi dădea fetei un cadou cumpărat de el, iar fata o sumă de bani și astfel avea loc „știmbul”. În cazul în care nunta nu mai avea loc banii se donau bisericii. Știmbul de azi e diferit, cu verighete etc., și chiar dacă nunta se ține sau nu tinerii donează și astăzi o sumă de bani bisericii.
Preotul va anunța în biserică în trei sărbători (sau duminici) consecutive vestirea căsătoriei, exemplu: „Tânărul Burcuș Ioan, fiul lui Ioan și Ana de pe strada Pădurii, dorește să pășească la Sfânta Taină a Cununiei cu tânăra Sărcuța Florica, fiica lui Vasile și Irina de pe strada Principală”.

## Chematul
Chematul „strîgatul în nuntă” este un obicei ce încet, încet se pierde datorită faptului că „danțul’’ nu mai există duminica în sat.
Mirele și mireasa îmbrăcați oșenește „cheamă’’ la nuntă cu o săptămână înainte de ceremonia propriu-zisă. Duminica „în sat’’ unde sunt adunați tineri, bătrâni, mirele strigă cu voce tare: „Feciorași și fete, / Boresari și neveste / Pe sâmbătă… vă poftim la nuntă’’.

## Împletitul miresei
Împletitul miresei (coadă lată) se făcea vinerea dimineață de către o femeie pricepută. În prezent, miresele în ziua nunții sunt îmbrăcate oșenește, dar nu poartă cunună. Obiceiul s-a schimbat, miresele își pun cunună în ziua în care cheamă la nuntă.
Cea mai îndemânatică meșteriță consacră 5-6 ore de lucru concentrate numai pentru împletirea părului și tot atâta vreme pentru aranjarea podoabelor. Părul lung și bogat, uns cu untură de porc în trecut și cu ulei, în prezent este pieptănat cu grijă în jurul capului, secționat în 4 părți egale și apoi grupat în 3 secvențe distincte. Cu o undrea se alege cărarea dreaptă, centrală, din frunte către creștetul capului. 

## Cusutul steagului
Cusutul steagului are loc vineri sau sâmbătă dimineața,
„Drujbele” (fetele de onoare ale miresei) pregătesc cele necesare steagului: două „chischineauă” (baticuri) dintre cele mai frumoase, batistele, „perțile” (hârtie creponată tăiată fâșii), flori din grădină, de obicei „barghinoc” (rozmarin), iar „stegarii” (băieții de onoare) aduc: „bota”‚ „zurgălauăle” („țurgalauă”) - clopoței, verdeață și câteva cuie.
Din rândul drujbelor, mireasa desemnează „drujba cea mare”, iar mirele pe „stegașul cel mare”. Ei vor conduce întreg ritualul nunții: cusutul steagului, mersul după nănași, ducerea miresei la biserică etc.
Se lucrează colectiv atât la casa miresei cât și la casa mirelui: vinerea (în ajunul nunții), după masă, drujbele se adună la casa miresei și își pregătesc podoabele pentru steag, iar stegașii se adună la casa mirelui pregătindu-și și ei cele necesare steagului.
Lucrarea (cusutul steagului) se desfășoară într-o atmosferă de veselie tinerească, cu glume și țâpurituri, cu prăjituri și băutură din partea gazdelor. Obiceiul referitor la cusutul steagului este valabil doar pentru tinerii aflați la prima căsătorie „la întâia căsătorie să fă steag și să pune cununa’’. Verdeața din vârful steagului simbolizează tinerețea „să chie (fie) verde”, adică tânăr mereu.